# Microprosthema looensis
Microprosthema looensis is een tienpotigensoort uit de familie van de Spongicolidae. De wetenschappelijke naam van de soort is voor het eerst geldig gepubliceerd in 1988 door Goy & Felder.